# Som Maresme Futbol Club
Il Som Maresme Futbol Club, meglio noto come Som Maresme e in passato come Llagostera, Costa Brava e Badalona Futur, è una società calcistica spagnola con sede nella città di Premià de Dalt (provincia di Barcellona), in Catalogna. Gioca nella Tercera Federación, il quinto livello del campionato spagnolo.
Il club ha rappresentato la più piccola entità comunale arrivata al secondo livello del calcio spagnolo (nel quale ha militato dal 2014 al 2016).

## Storia

### Nomi precedenti
- 1947–1972: Unión Deportiva Llagostera
- 1972–1981: Club de Fútbol Llagostera
- 1981–2004: Unión Deportiva Llagostera
- 2004–2015: Unió Esportiva Llagostera
- 2015–2021: Unió Esportiva Llagostera-Costa Brava
- 2021–2022: Unió Esportiva Costa Brava
- 2022–2025: Club de Fútbol Badalona Futur
- 2025–: Som Maresme Futbol Club

## Rosa 2019-2020
Rosa aggiornata al 1º ottobre 2019
| N. |                    | Ruolo | Calciatore         |
| -- | ------------------ | ----- | ------------------ |
| 1  | Spagna (bandiera)  | P     | Marcos Pérez       |
| 2  | Spagna (bandiera)  | D     | Chele              |
| 3  | Spagna (bandiera)  | D     | Esteban Muñoz      |
| 4  | Spagna (bandiera)  | C     | Alejandro Colorado |
| 5  | Spagna (bandiera)  | C     | Carbó              |
| 6  | Spagna (bandiera)  | C     | Jordi Maymi        |
| 7  | Spagna (bandiera)  | A     | Gavilàn            |
| 8  | Spagna (bandiera)  | C     | Léo Ramirez        |
| 9  | Uruguay (bandiera) | A     | Facundo Guichon    |
| 10 | Spagna (bandiera)  | A     | Pablo Sanchez      |
| 11 | Spagna (bandiera)  | C     | Pitu               |
| 12 | Spagna (bandiera)  | D     | Javi Chica         |
| 13 | Spagna (bandiera)  | P     | Juan Flere         |

| N. |                   | Ruolo | Calciatore      |
| -- | ----------------- | ----- | --------------- |
| 14 | Spagna (bandiera) | C     | Pol Gomez       |
| 15 | Spagna (bandiera) | A     | Toni Gabarre    |
| 16 | Spagna (bandiera) | D     | Raul Fuster     |
| 17 | Spagna (bandiera) | D     | Lucas Viale     |
| 18 | Spagna (bandiera) | D     | Joan Maynau     |
| 19 | Spagna (bandiera) | D     | Yeray Sabariego |
| 20 | Spagna (bandiera) | C     | Noel Carbonell  |
| 21 | Spagna (bandiera) | A     | Sascha Andreu   |

## Rosa 2015-2016
Rosa aggiornata al 28 gennaio 2016
| N. |                   | Ruolo | Calciatore      |
| -- | ----------------- | ----- | --------------- |
| 1  | Spagna (bandiera) | P     | José Moragón    |
| 2  | Spagna (bandiera) | D     | Aimar           |
| 3  | Spagna (bandiera) | D     | Ruymán          |
| 4  | Spagna (bandiera) | C     | Jordi López     |
| 5  | Spagna (bandiera) | C     | Jorge García    |
| 6  | Spagna (bandiera) | C     | Tito            |
| 7  | Spagna (bandiera) | A     | David Querol    |
| 8  | Spagna (bandiera) | C     | Pitu            |
| 9  | Spagna (bandiera) | A     | Juanjo Expósito |
| 10 | Spagna (bandiera) | A     | Natalio         |
| 11 | Spagna (bandiera) | C     | José Carlos     |
| 12 | Spagna (bandiera) | D     | Jordi Masó      |
| 13 | Spagna (bandiera) | P     | René            |
| 14 | Spagna (bandiera) | D     | Álex Cruz       |

| N. |                      | Ruolo | Calciatore        |
| -- | -------------------- | ----- | ----------------- |
| 15 | Spagna (bandiera)    | C     | Emilio Sánchez    |
| 16 | Spagna (bandiera)    | D     | Chus Herrero      |
| 17 | Spagna (bandiera)    | A     | Chumbi            |
| 18 | Spagna (bandiera)    | A     | Marcos Tébar      |
| 19 | Spagna (bandiera)    | D     | Fran Cruz         |
| 20 | Spagna (bandiera)    | C     | Edu Oriol         |
| 21 | Spagna (bandiera)    | A     | Jesús Imaz        |
| 22 | Spagna (bandiera)    | A     | Benja             |
| 23 | Spagna (bandiera)    | D     | José Antonio Ríos |
| 24 | Spagna (bandiera)    | C     | Alberto Escassi   |
| 25 | Spagna (bandiera)    | D     | Samu              |
| 29 | Spagna (bandiera)    | C     | Fernando Quesada  |
| 30 | Argentina (bandiera) | P     | Nico Ratti        |

## Rosa 2014-2015
Rosa aggiornata al 1º aprile 2015
| N. |                   | Ruolo | Calciatore       |
| -- | ----------------- | ----- | ---------------- |
| 1  | Spagna (bandiera) | P     | José Moragón     |
| 2  | Spagna (bandiera) | D     | Aimar            |
| 3  | Spagna (bandiera) | D     | Vallho           |
| 4  | Spagna (bandiera) | C     | Jordi López      |
| 5  | Spagna (bandiera) | C     | Enric Pi         |
| 6  | Spagna (bandiera) | C     | Tito             |
| 7  | Spagna (bandiera) | A     | David Querol     |
| 8  | Spagna (bandiera) | C     | Pitu             |
| 9  | Spagna (bandiera) | A     | Sergio León      |
| 10 | Spagna (bandiera) | A     | Eloy Gila        |
| 11 | Spagna (bandiera) | C     | Pere Tarradellas |
| 13 | Spagna (bandiera) | P     | René             |
| 14 | Spagna (bandiera) | A     | Alberto Perea    |

| N. |                      | Ruolo | Calciatore        |
| -- | -------------------- | ----- | ----------------- |
| 15 | Spagna (bandiera)    | D     | Ruymán            |
| 16 | Spagna (bandiera)    | D     | Samu de los Reyes |
| 18 | Spagna (bandiera)    | A     | Juanjo Expósito   |
| 19 | Spagna (bandiera)    | D     | Pedro Alcalá      |
| 21 | Spagna (bandiera)    | A     | Jesús Imaz        |
| 22 | Spagna (bandiera)    | A     | Arturo            |
| 23 | Spagna (bandiera)    | D     | José Antonio Ríos |
| 24 | Spagna (bandiera)    | D     | Diego Rivas       |
| 25 | Spagna (bandiera)    | D     | Jorge García      |
| 26 | Spagna (bandiera)    | D     | Jordi Masó        |
| 27 | Spagna (bandiera)    | C     | Roger Barnils     |
| 30 | Argentina (bandiera) | P     | Nico Ratti        |

## Tornei nazionali
- 2ª División: 2 stagioni
- 2ª División B: 6 stagioni
- 3ª División: 3 stagioni
- Divisiones Regionales: 1 stagione

## Palmarès

### Competizioni nazionali
- Segunda División B: 1

2013-2014
- Tercera División: 1

2018-2019
- Copa Federación de España: 2

2020-2021, 2023

### Altri piazzamenti
- Copa Catalunya:

Finalista: 2019-2020

## Stagioni
| Stagione | Livello | Categoria | Posizione |  |
| -------- | ------- | --------- | --------- |  |
| 1947–65  | —       | Regional  | —         |  |
| 1965/66  | 5       | 2ª Reg.   | 14°       |  |
| 1966/67  | 5       | 2ª Reg.   | —         |  |
| 1967/68  | 5       | 2ª Reg.   | —         |  |
| 1968/69  | 5       | 1ª Reg.   | 20°       |  |
| 1969/70  | 6       | 2ª Reg.   | —         |  |
| 1970/71  | 5       | 1ª Reg.   | 16°       |  |
| 1971/72  | 6       | 2ª Reg.   | 10°       |  |
| 1972/73  | 6       | 2ª Reg.   | 19°       |  |
| 1973/74  | 7       | 3ª Reg.   | —         |  |
| 1974/75  | 7       | 3ª Reg.   | —         |  |
| 1975/76  | 7       | 3ª Reg.   | —         |  |
| 1976/77  | 7       | 3ª Reg.   | —         |  |
| 1977/78  | 8       | 3ª Reg.   | —         |  |
| 1978/79  | 8       | 3ª Reg.   | —         |  |
| 1979/80  | 8       | 3ª Reg.   | —         |  |
| 1980/81  | 7       | 2ª Reg.   | 19°       |  |
| 1981/82  | 8       | 3ª Reg.   | —         |  |
| 1982/83  | 8       | 3ª Reg.   | —         |  |
| 1983/84  | 7       | 2ª Reg.   | 5°        |  |

| Season  | Tier | Division    | Place |  |
| ------- | ---- | ----------- | ----- |  |
| 1984/85 | 6    | 1ª Reg.     | 4°    |  |
| 1985/86 | 6    | 1ª Reg.     | 6°    |  |
| 1986/87 | 6    | 1ª Reg.     | 17°   |  |
| 1987/88 | 6    | 1ª Reg.     | 11°   |  |
| 1988/89 | 6    | 1ª Reg.     | 15°   |  |
| 1989/90 | 6    | 1ª Reg.     | 17°   |  |
| 1990/91 | 6    | 1ª Reg.     | 17°   |  |
| 1991/92 | 7    | 1ª Terr.    | 17°   |  |
| 1992/93 | 8    | 2ª Terr.    | 13°   |  |
| 1993/94 | 8    | 2ª Terr.    | 11°   |  |
| 1994/95 | 8    | 2ª Terr.    | 5°    |  |
| 1995/96 | 8    | 2ª Terr.    | 7°    |  |
| 1996/97 | 8    | 2ª Terr.    | 17°   |  |
| 1997/98 | 9    | 3ª Terr.    | 1°    |  |
| 1998/99 | 8    | 2ª Terr.    | 3°    |  |
| 1999/00 | 8    | 2ª Terr.    | 6°    |  |
| 2000/01 | 8    | 2ª Terr.    | 16°   |  |
| 2001/02 | 8    | 2ª Terr.    | 14°   |  |
| 2002/03 | 8    | 2ª Terr.    | 8°    |  |
| 2003/04 | 8    | 2ª Terr.    | 16°   |  |
| 2004/05 | 8    | 2ª Terr.    | 2°    |  |
| 2005/06 | 7    | 1ª Terr.    | 1°    |  |
| 2006/07 | 6    | Pref. Terr. | 8°    |  |
| 2007/08 | 6    | Pref. Terr. | 2°    |  |
| 2008/09 | 5    | 1ª Catalana | 3°    |  |
| 2009/10 | 4    | 3ª          | 7°    |  |
| 2010/11 | 4    | 3ª          | 1°    |  |
| 2011/12 | 3    | 2ªB         | 5°    |  |
| 2012/13 | 3    | 2ªB         | 10°   |  |
| 2013/14 | 3    | 2ªB         | 1°    |  |
| 2014/15 | 2    | 2ª          | 9°    |  |
| 2015/16 | 2    | 2ª          | 20°   |  |
| 2016/17 | 3    | 2ªB         | 14°   |  |
| 2017/18 | 3    | 2ªB         | 16°   |  |
| 2018/19 | 4    | 3ª          | 1°    |  |
| 2019/20 | 3    | 2ªB         |       |  |